# Campeonato Paulista de Futebol Feminino Sub-20 de 2022
O Campeonato Paulista Feminino Sub-20 de 2022 foi a primeira edição deste evento esportivo, um torneio estadual de futebol feminino organizado pela Federação Paulista de Futebol (FPF).
O torneio compreendeu três distintas fases e envolveu a participação de um total de seis clubes, ocorrendo no período de 6 a 30 de julho. O início do torneio foi marcado por confrontos entre os participantes em partidas de ida, uma fase inicial crucial para determinar os melhores times. Das equipes envolvidas, apenas as quatro mais bem-sucedidas avançaram para as semifinais, realizadas em jogos de ida e volta. Os vencedores nos confrontos da segunda fase progressaram para a final, a qual consistiu em uma única partida.
O título da edição foi conquistado pela Ferroviária, que venceu a decisão contra a São Paulo no estádio Fonte Luminosa. O clube araraquarense se tornou o primeiro campeão da competição.

## Formato e participantes
O regulamento da competição foi organizado em três fases distintas. Na primeira, os clubes se enfrentaram em jogos de turno único, e os quatro melhor colocados avançaram para as semifinais. Nas semifinais, foram formados dois confrontos eliminatórios conforme o cruzamento olímpico, e os vencedores desses jogos de ida e volta se qualificaram para a decisão, que ocorreu em partida única. Os seis participantes foram:
- Corinthians
- Ferroviária
- Independente
- Red Bull Bragantino
- Santos
- São Paulo

## Primeira fase
Os primeiros jogos da fase de grupos tiveram início em 6 de julho, com a rodada inaugural sendo disputados simultaneamente. No dia 20 do mesmo mês, a primeira fase chegou ao seu término, e os seguintes clubes garantiram sua classificação para as semifinais: Corinthians, Ferroviária, Santos e São Paulo.

## Fases finais
Nos dias 23 e 27 de julho, as semifinais do campeonato foram realizadas. No clássico Majestoso, que ocorreu em um jogo disputado no estádio Alfredo Schürig. No confronto, o clube mandante, no caso o Corinthians, saiu vitorioso pelo placar mínimo, mas no jogo de volta sofreu um revés de 4–2 do São Paulo. A Ferroviária garantiu a segunda vaga após duas vitórias contra o Santos.
Em 30 de julho, a decisão foi disputada no estádio Fonte Luminosa, em Araraquara, tendo foi conduzida pela árbitra Marianna Nanni Batalha. A Ferroviária venceu seu rival pelo placar mínimo.
|  | Semifinais  | Semifinais | Semifinais | Semifinais |   |             | Final | Final |
|  |             |            |            |            |   |             |       |       |
|  | Santos      | 0          | 0          | 0          |   |             |       |       |
|  | Ferroviária | 1          | 2          | 3          |   |             |       |       |
|  | Ferroviária | 1          | 2          | 3          |   | Ferroviária | 1     |       |
|  |             |            |            |            |   | Ferroviária | 1     |       |
|  |             | São Paulo  | 0          |            |   |             |       |       |
|  | Corinthians | São Paulo  | 0          | 1          | 2 | 3           |       |       |
|  | Corinthians |            |            | 1          | 2 | 3           |       |       |
|  | São Paulo   | 0          | 4          | 4          |   |             |       |       |

### Gerais
- «Tabela do Paulista Feminino Sub-20 de 2022». FutebolInterior.com.br. Consultado em 29 de junho de 2024. Cópia arquivada em 29 de setembro de 2022
- «Regulamento do Campeonato Paulista Feminino Sub-20 de 2022» (PDF). Federação Paulista de Futebol. 17 de junho de 2022. Consultado em 29 de junho de 2024. Cópia arquivada (PDF) em 20 de setembro de 2022

### Específicas
1. ↑  «Ferroviária vence São Paulo por 1 a 0 e é campeã invicta». Federação Paulista de Futebol. 30 de julho de 2022. Consultado em 29 de junho de 2024. Cópia arquivada em 20 de setembro de 2022
2. ↑  «Aline Gomes faz golaço e Ferroviária conquista Paulista feminino sub-20». GloboEsporte.com. 30 de julho de 2022. Consultado em 29 de junho de 2024. Cópia arquivada em 2 de dezembro de 2023
3. ↑  «1ª edição do Paulista Feminino Sub-20 será realizada em julho». Federação Paulista de Futebol. 9 de junho de 2022. Consultado em 29 de junho de 2024. Cópia arquivada em 20 de setembro de 2022
4. ↑  «Confira a tabela e o regulamento do inédito Paulista Feminino Sub-20». Federação Paulista de Futebol. 17 de junho de 2022. Consultado em 29 de junho de 2024. Cópia arquivada em 21 de setembro de 2022
5. ↑  «São Paulo e Red Bull Bragantino estreiam com vitória». Federação Paulista de Futebol. 6 de julho de 2022. Consultado em 29 de junho de 2024. Cópia arquivada em 29 de junho de 2024
6. ↑  «Corinthians e Santos garantem classificação; confira as semifinais». Federação Paulista de Futebol. 20 de julho de 2022. Consultado em 29 de junho de 2024. Cópia arquivada em 29 de junho de 2024
7. 1 2  «Corinthians sai na frente do São Paulo e Ferroviária vence Santos». Federação Paulista de Futebol. 23 de julho de 2022. Consultado em 29 de junho de 2024. Cópia arquivada em 29 de junho de 2024
8. ↑  «São Paulo vence Corinthians de virada e garante vaga na final». Federação Paulista de Futebol. 27 de julho de 2022. Consultado em 29 de junho de 2024. Cópia arquivada em 29 de junho de 2024
9. ↑  «Ferroviária volta a vencer o Santos e está na final contra o São Paulo». Federação Paulista de Futebol. 27 de julho de 2022. Consultado em 29 de junho de 2024. Cópia arquivada em 29 de junho de 2024
10. ↑  «Ferroviária supera São Paulo e leva o título». FutebolInterior.com.br. 30 de julho de 2022. Consultado em 29 de junho de 2024. Cópia arquivada em 25 de setembro de 2022
11. ↑  «São Paulo perde para Ferroviária e é vice-campeão do Paulista feminino sub-20». Gazeta Esportiva. 30 de julho de 2022. Consultado em 29 de junho de 2024. Cópia arquivada em 12 de agosto de 2022